# Syntonarcha
Syntonarcha är ett släkte av fjärilar. Syntonarcha ingår i familjen Crambidae.
Kladogram enligt Catalogue of Life:
| Syntonarcha | \| \| Syntonarcha iriastis \| \| \| \| \| \| Syntonarcha vulnerata \| \| \| \| |
|             | \| \| Syntonarcha iriastis \| \| \| \| \| \| Syntonarcha vulnerata \| \| \| \| |
|             | Syntonarcha iriastis                                                           |
|             |                                                                                |
|             | Syntonarcha vulnerata                                                          |
|             |                                                                                |